# Псевдогены
Псевдогены (англ. pseudogenes) — нефункциональные аналоги структурных генов, утратившие способность кодировать белок и не экспрессирующиеся в клетке. Термин «псевдоген» был впервые предложен в 1977 году. Некоторые псевдогены могут копироваться из мРНК и включаться в хромосомы, такие последовательности называются процессированными псевдогенами (ретропсевдогенами). Тем не менее, они также нефункциональны. Псевдогены происходят от обычных функциональных генов, однако утрачивают способность экспрессии в результате мутаций (появление стоп-кодонов, сдвиг рамки считывания и т. п.).
Число процессированных псевдогенов (ретропсевдогенов) в среднем больше, чем предковых функциональных генов. Иногда число процессированных псевдогенов может превосходить число соответствующих функциональных генов на несколько порядков. Один из примеров — семейство Alu-повторов, содержащих характерный сайт рестрикции Alu1-эндонуклеазы.
Анализ генетической последовательности псевдогенов и сравнение их с предковыми генами может быть использовано при изучении родственных связей между различными видами живых существ и их происхождения.